# Język dani zachodni
Język dani zachodni, także lani – język transnowogwinejski używany w indonezyjskiej prowincji Papua, przez członków ludu Lani. Według danych z 1993 roku posługuje się nim 180 tys. osób.
Jest to jeden z najbardziej znaczących języków papuaskich w indonezyjskiej części Nowej Gwinei (pod względem liczby użytkowników).
Wykazuje duże zróżnicowanie wewnętrzne. Odnotowano jednak, że wszystkie dialekty są wzajemnie zrozumiałe. W użyciu jest również język indonezyjski.
Nazwa „dani zachodni” jest mało adekwatna, sugeruje bowiem, że chodzi o podgrupę w ramach języka i kultury Dani, tymczasem język ten jest odrębny od języka dani. Lud Dani Wielkiej Doliny w znacznie mniejszym stopniu uległ wpływom zewnętrznym.
Pierwszymi osobami z zewnątrz, które odwiedziły region, byli wspinacze i podróżnicy (przybywający od pocz. XX w.). Od lat 50. XX. w. prowadzono działalność misjonarską. Powstał pokaźny zbiór publikacji w tym języku, w tym literatury religijnej. Jest zapisywany alfabetem łacińskim. Wraz z rozwojem piśmiennictwa została wypracowana ortografia (ostatecznie dostosowana do norm języka indonezyjskiego).
Misjonarz Gordon Larson zebrał wiele danych nt. tego języka, w większości nieopublikowanych. Sporządzono m.in. obszerny słownik oraz materiały poświęcone dialektom i glottochronologii. Został również opisany w postaci nowszych opracowań: Fonologi bahasa Dani Barat (1993) , Sintaksis bahasa Dani Barat (1997) , A Grammar of Western Dani (2008) . 